# X (Mega Man)
X (エックス, Ekkusu) en japonés, es el protagonista y personaje titular de la serie de videojuegos Mega Man X. Apareció por primera vez en 1993, en el videojuego Mega Man X para la Super Nintendo, y su creador es Keiji Inafune.
X es un androide que, junto con su compañero Zero y el resto de los Maverick Hunters, protege a los humanos y a los androides basados en su propio diseño conocidos como Reploids de aquellos que se han convertido en una amenaza para la paz, conocidos como Mavericks.

## Nuevo Mega Man
A diferencia del Mega Man original, quien tenía una personalidad poco definida, la serie de Mega Man X pone mucho énfasis en la ficción, y representa a X como un guerrero que no quiere otra cosa más que vivir una vida tranquila, sin peleas, pero se ve forzado a luchar para proteger la paz. El doctor Light lo creó de tal forma que pueda pensar, sentir, razonar o incluso llorar como un humano real. En el manga de Mega Man X se ve que de vez en cuando llora por A o B motivo y se ve también que como si de un humano se tratase, ama la naturaleza y por ende a los animales por lo que decide protegerlos hasta el final, capítulo 5 y 6 del manga de Mega Man X.
El NES comenzaba a desvanecerse en la oscuridad bajo la sombra de su sucesor, el Super Famicom. Junto con el motor de gráficos mejorado, Keiji desarrolló una trama más oscura y un diseño de personajes más adulto, y según él dice:
"tales cambios continuarán con cada nueva generación".
En línea con el nuevo desarrollo de la Serie X, se crearon dos personajes, uno de ellos siendo el protagonista, X, y el otro su compañero, Zero.

## Historia
Keiji Inafune presentó su nuevo diseño y el personaje de X el 17 de diciembre de 1993 en Japón, en su primer juego, Mega Man X. Este juego y los que le siguieron pronto recibieron fechas de salida para América, saliendo el primer juego en Norteamérica pocos días más tarde, el 28 de diciembre. Desde entonces, X ha aparecido en todas las entregas de la serie de Mega Man X como el protagonista epónimo de la serie, que tiene lugar en una Tierra ficticia.
Keiji Inafune ha declarado que originalmente, el compañero de X en la serie, Zero, iba a ser el protagonista de la nueva saga. Sin embargo, en una entrevista llevada a cabo en el 2004, dijo que desechó la idea y colocó a Zero como personaje secundario, ya que las similitudes entre él y el Mega Man original eran pocas, y por temor a que los fanes no se identificaran con el nuevo protagonista. También, a pesar del diseño, declaró que X y el Mega Man original son dos entidades diferentes, aunque no se sabe como desapareció el Mega Man en la serie anterior debido a que no se introdujeron elementos referentes a eso en las entregas posteriores de la saga original.

### Historia en el videojuego
X es presentado por primera vez en Mega Man X. El manual relata su historia: X es el último y mejor trabajo del Dr. Light, el primer androide capaz de pensar, sentir y tomar sus propias decisiones.
Light lo llamó X en relación a la variable "x" la cual, en términos algebraicos, representa posibilidades ilimitadas, refiriéndose esto al potencial de los sistemas de X.
Light temía que el darle voluntad propia a este androide pudiera ser peligroso, por lo que decidió sellar a X dentro de una cápsula que probaría la integridad y confiabilidad de sus sistemas, para lo cual transcurrirían 30 años. Desafortunadamente, el Dr. Light no viviría lo suficiente para ver el día en que el diagnóstico de los sistemas de X se completara.
X fue descubierto aproximadamente 100 años más tarde por el Dr. Cain, quien intentó replicar la tecnología de los sistemas de X, y con su ayuda, construyó a los Reploides. Hay que hacer notar que Zero no es un reploid ya que fue creado por el Dr. Willy hace años para destruir a Mega Man por lo cual es un androide igual que X
Cuando los Reploides comenzaron a rebelarse contra los humanos (llamados entonces Mavericks), se formaron los Maverick Hunters para combatirlos, bajo el liderazgo de Sigma, el Reploide más poderoso y avanzado desde entonces. Esto terminó siendo un desastre cuando el propio Sigma se infectó con el Virus Maverick, al luchar contra Zero, un androide creado por el Dr. Willy (enemigo del Mega Man original) similar a X que tenía el problema de no poder controlar su ira. Sigma lucha contra él y lo derrota, pero Zero le traspasa el virus Maverick a Sigma y al volverse él mismo un Maverick, se llevó a casi todos los Maverick Hunters con él para iniciar una revuelta.

#### Mega Man X
X, sintiéndose culpable ya que él tomó parte en la creación de los Reploids, e indirectamente en el surgimiento de los Mavericks, se unió a los Maverick Hunters para combatirlos.
A causa de sus conflictos internos, X no era capaz de usar todo su potencial, por lo que Zero tuvo que salvarle la vida en dos ocasiones. Hacia el final, X y Zero combaten contra Vile, y en el transcurso de la pelea, Zero se sacrifica para que X pueda derrotarlo. X finalmente llega ante Sigma y consigue vencerlo. Pero al hacerlo, comienza a preguntarse, ¿por qué eligió pelear?

#### Mega Man X2
Mega Man X2 continua desde el final de Mega Man X, mientras los Hunters, ahora liderados por X, rastrean a los últimos seguidores de Sigma hacia una antigua fábrica de reploides, donde esperan eliminar la última resistencia. Los X-Hunters, un grupo de Mavericks que quieren acabar con X, se roban las partes del cuerpo de Zero, esperando usarlas para atraer a X hacia su destrucción. X finalmente derrota a los X-Hunters y recobra las partes de Zero,para llevárselas al Dr. Cain quien tiene su chip y solo necesita sus partes, descubriendo que Sigma estaba detrás de todo en el proceso. Al llegar con Sigma, este le presenta a una copia de Zero construida} a partir de los conocimientos de las partes robadas, pero el verdadero Zero aparece para encargarse de él. (el jugador puede optar por ignorar a los X-Hunters; en este caso, Zero, quien ha sufrido un lavado de cerebro se enfrenta a X, pero al ser vencido recobra el sentido. Este final no es considerado canónico, ya que no se refleja en los juegos posteriores) X se enfrenta y vence a Sigma una vez más, mientras que Zero destruye la computadora central de Sigma.

#### Mega Man Xtreme y Xtreme 2
Mega Man Xtreme queda situado entre Mega Man X2 y X3. En este juego, un reploide hacker llamado Techno ha invadido la computadora maestra de los Maverick Hunters, y está usando la data de Mavericks ya derrotados contra la organización. Con ayuda de Middy, X entra al ciberespacio, donde descubre que Sigma ha "influido" a Techno. Al llegar con él, X destruye la computadora que Techno estaba operando, cortando su acceso, pero como Techno había conectado su propia CPU a la computadora, X accidentalmente lo mata, y al poco descubre que Middy es el hermano gemelo de Techno, y como ambos comparten la misma CPU, al matar a Techno mató también a Middy. X, devastado y lleno de furia contra Sigma, decide vengar la muerte de su amigo y lo acaba.
Mega Man Xtreme 2, que toma lugar algún tiempo después de X3, lleva a X y Zero a Laguz Island, donde pelean contra los Soul Erasers, Berkana y Gareth. Con la ayuda de su operadora, Iris; X derrota a Berkana y Zero derrota a Gareth, y luego los dos unen fuerzas para vencer a Sigma.

#### Mega Man X3
Mega Man X3 revela que hubo un período de paz luego de que un Reploide cíentífico llamado Dr. Doppler creó una supuesta cura para el Virus Maverick. Esta cura resulta ser simplemente un placebo poco efectivo, sin embargo, y pronto los Maverick Hunters se enfrentan a un sorpresivo levantamiento masivo de Mavericks. X y Zero salen a investigar qué está ocurriendo, pero a las pocas horas se ven forzados a regresar al cuartel general al recibir una llamada de alerta. Al adentrarse, X es capturado por Mac, un Maverick Hunter que se ha unido al ejército de Doppler, pero es rescatado por Zero. Los dos Hunters finalmente llegan ante Doppler y después de vencerlo, descubren que el virus y Sigma son uno solo, lo que explica el por qué Sigma revive una y otra vez. X destruye el nuevo cuerpo de Sigma, quien (ahora en forma de virus) negándose a caer toma la decisión de posesionar el cuerpo de X. Cuando ya lo tiene acorralado, Zero llega y usando el antivirus que le dio Doppler con su sable lo detiene, dándoles a él y X tiempo para escapar (Alternativamente, si Zero fue eliminado en este punto, el propio Doppler usará el antivirus, y se sacrificará para destruir a Sigma con él). Al final se revela que X aún no lo sabe, pero que finalmente, para salvar a la raza humana deberá acabar con Zero. Esto fue debido a un error de traducción, ya que en la versión japonesa simplemente dice que está destinado a pelear contra Zero, batalla que tomaría lugar finalmente en Mega Man X5.

#### Mega Man X4
En el año 21XX, tras la tercera derrota de Sigma, dos grandes ejércitos Reploid existen para hacer frente a los Mavericks: Los Maverick Hunters y la Repliforce. Esta última es un estricto régimen militar encabezado por el General y su segundo al mando, Coronel.
Las dos organizaciones colaboraron en varias ocasiones, y durante este tiempo Zero se hizo amigo del Coronel y la hermana de este, Iris.
Después de esto, una misteriosa figura encapuchada se reúne con el General de la Repliforce para decirle que los Maverick Hunters los han considerado como una amenaza significativa y que deben revelarse contra los humanos y los Maverick Hunters.
Poco tiempo después, la ciudad aérea Sky Lagoon es atacada y destruida por los Mavericks, haciendo que caiga sobre una ciudad que se encontraba debajo de ella, matando a millones de civiles, seres humanos y Reploids por igual. Debido a que la Repliforce estuvo presente en el área, los Hunters sospechan de ellos y le piden al Coronel que entregue sus armas y que los acompañe para ser interrogado. Al tener un gran orgullo, el Coronel se niega a obedecer y se va con su hermana. El General se siente indignado por las sospechas y comienza un golpe de estado para construir una nación sólo para Reploids. Aunque el General dice que sólo desea vivir en paz, sin perjudicar a los humanos, toda la Repliforce es considerada como un grupo de Mavericks, y los Maverick Hunters son enviados a detenerlos, iniciando así una guerra entre ambos grupos. Sin darse cuenta de que detrás de todo hay una misteriosa figura encapuchada que consiguió enfrentar unos contra otros, en un intento por acabar con ambos grupos.
Durante la batalla, Iris ayuda a Zero, mientras que X es asistido por el novato Double. Después de derrotar a varios miembros de la Repliforce, los Hunters luchan nuevamente con el Coronel y consiguen derrotarlo. La Repliforce fue al espacio para comenzar su nación, y los Hunters van tras su estación espacial. Jugando como Zero, te encuentras con Iris, quien se siente enojada y traicionada por la muerte de su hermano y lucha contra Zero, quien después de derrotarla le revela que sentía un gran cariño por Zero y muere. Jugando como X, se descubre que Double es un espía enviado por la figura encapuchada y debes luchar contra él en su verdadera forma (Jello Man).
Los Hunters finalmente llegan con el General, y comienzan a pelear. De repente, el arma en la estación espacial se prepara para destruir la Tierra, y la figura encapuchada se revela como Sigma. Luego de un difícil combate, Sigma es destruido por los Hunters, pero el arma no puede ser detenida por ellos. Finalmente el General se sacrifica para detener el arma, y la explosión de la estación. Sin embargo, Sigma sobrevive en forma de virus en el espacio, y descubre Eurasia mientras intentaba regresar a la Tierra.

#### Mega Man X5
En Mega Man X5, la Repliforce ha sido erradicada por completo. Con la paz restablecida, los Hunters reclutan varios nuevos oficiales, incluyendo a Alia y Douglas. Desafortunadamente, X entra en una pelea con el Sigma Virus e involuntariamente lo esparce por toda la Tierra. Éste resulta ser otro de los planes malignos de Sigma. Si eso no fuera suficiente, Sigma planea hacer estrellar a la Colonia Espacial Eurasia contra la Tierra, esparciendo aún más el virus, para despertar la verdadera forma de Zero. Para evitar esto Douglas idea el Cañón Laser, dicho Cañón tiene como objetivo destruir lo que queda de Eurasia y del Virus para lo cual los maverick hunters deben reunir ciertas partes que se dividen en los diferentes lugares del juego y evitar la colisión de Eurasia en la tierra, después de que se derrotan a los maverick infectados por Sigma en forma de virus, el equipo de X y Zero ahora con nuevas ayudas como Signas y Life Saver esperan el resultado del proyecto de Douglas, al fallar este Douglas diseña una nave espacial que destruiria definitivamente la amenaza, Zero es escogido para integrar esta misión y pilotear la nave, con éxito Zero regresa pero la tierra quedó gravemente dañada y un nuevo virus se creó a partir de la colisión, el virus tiene ahora el aspecto de Zero y es mucho más letal, el virus es llamado Zero Virus por su gran parentesco con él. En una de las posibilidades de la historia, X se enfrenta a Zero luego de que este último se rehúsa a regresar a la base a hacerse un chequeo físico por las lecturas del virus. En otra posibilidad, la enorme cantidad de virus se convierte en el catalizador que expone la verdadera forma de Zero. La primera es considerada la canónica.
Sigma le revela a X que la verdadera forma de Zero emerge cuando el Virus Maverick le da poder (esta mecánica se refleja en el juego, ya que al infectarse Zero se vuelve invulnerable). Como es de suponerse, Zero fue quien infectó con su virus a Sigma durante su primer enfrentamiento, como se ve en una escena en Mega Man X4. Sigma también habla de un nuevo y misterioso aliado que construyó un nuevo cuerpo para él. También dice que esta persona se interesa por Zero "como si fuera su propio padre" y dice que él y X se conocen bien, porque fueron enemigos en el pasado (obviamente refiriéndose al Dr. Wily de la saga original de Mega Man). Después de ser derrotado, Sigma decide que se llevará a Zero con él. Luego de la explosión, X recoge el destrozado cuerpo de Zero, en espera de que le responda. Los restos de Sigma emergen y lanzan un rayo que atraviesa a X y Zero. Zero revive por un momento, consiguiendo destruir los restos de Sigma con la fuerza que le queda. X quedó gravemente dañado, pero es milagrosamente reparado (se especula que fue gracias a la ayuda del espíritu del Dr. Light). En este punto, dependiendo de si Zero se volvió o no Maverick, el final diverge. Si Zero se volvió Maverick, X habrá perdido todos sus recuerdos con respecto a él, y su memoria tendrá una protección que impedirá que acepte nada relacionado con Zero. Si no fue así, X al final llevará el sable de Zero, y jurará continuar batallando en su nombre. El segundo, es considerado el final canónico.

#### Mega Man X6
La historia comienza tres semanas después de los acontecimientos ocurridos en Mega Man X5. La superficie terrestre se encuentra en ruinas luego de la colisión, los humanos se ven obligados a huir a refugios y los Reploids son los encargados de llevar a cabo tareas de reconstrucción.
Un científico llamado Gate fue a explorar la zona de la colisión de Eurasia y encontró allí una parte de Zero, un chip, que contenía el ADN de éste. Al darse cuenta de las grandes posibilidades, lo lleva a su laboratorio para examinarlo, sin embargo y sin darse cuenta de ello, Gate es infectado con el llamado virus Zero.
Aquí Isac, el ayudante de Gate, entra en el laboratorio y le da la idea de construir un robot más poderoso que cualquier otro, de esa forma nace High-max en base del ADN de Zero. Debido al virus, Gate piensa crear un país para los reploids en el cual no existiesen los humanos.
En el Mundo Reploid se extienden los rumores de un virus Maverick llamado Zero Nightmare, un Reploid lleno de maldad que está propagando el caos en todo el mundo. X, curioso acerca de este Maverick, y enojado por el mal uso del nombre de su difunto amigo, se lanza a la batalla. Una vez X vence al reploid impostor, el Zero auténtico hace aparición comentando que desde el último incidente con Sigma estuvo oculto reparándose a sí mismo, para sorpresa y felicidad de X al ver que su mejor amigo está de regreso.
En el transcurso de la historia, Alia le cuenta a X y Zero que ella y Gate eran compañeros de laboratorio hace muchos años. En ese tiempo Gate era más inteligente que Alia, sin embargo Alia era la que tenía éxito por hacer las cosas diligentemente, tal como era ordenada.
Al vencer a Gate, éste revela que ha traído de vuelta a Sigma; Gate despierta a Sigma quien le dice que lo necesitaba y absorbe lo que queda de Gate, luego se oculta en lo más profundo de su fortaleza para repararse de su deplorable estado. Pero X y Zero lo persiguen hasta que lo encuentran y lo derrotan.

#### Mega Man X7
Algún tiempo antes de Mega Man X7, X, harto de tanta violencia, se retiró de las líneas frontales de los Maverick Hunters, en busca de soluciones más pacíficas. En su ausencia, una organización llamada "Red Alert" surgió y comenzó la caza de Mavericks, a menudo con tácticas cuestionables. Zero llegó a la ciudad en medio de un disturbio y se topó con un joven Reploide llamado Axl quien intentaba escapar de Red Alert. Luego de combatir contra un Scorpio gigante, Zero se llevó a Axl a la base para interrogarlo, y pronto Red Alert contactó a los Maverick Hunters demandando que regresaran a Axl. Ante la negativa de este último, se inició una enorme batalla, a la cual finalmente X muy a su pesar tuvo que sumarse. Junto con Axl y Zero, finalmente descubrieron a Sigma de vuelta, manipulando todo el fiasco desde las sombras. El trío de Hunters combatió contra Sigma y gracias a Axl lograron vencerlo una vez más.

#### Mega Man X8
Debido a las innumerables rebeliones ocasionadas por los Reploids, los humanos comenzaron la colonización del espacio. Este plan es conocido como el Proyecto Jakob. Una parte importante de dicho proyecto es el Elevador Orbital, situado en las islas Galápagos, el cual es utilizado para trasladar equipos y materiales al espacio. Una nueva generación de Reploids es la encargada de construir en el espacio y en la Luna.
La historia se inicia con un accidente ocurrido en el Elevador. Uno de sus contenedores estalló en mitad de su recorrido y se precipitó a tierra.
Durante el incidente en el Elevador Jakob, se puede ver que X ha vuelto como miembro activo de los Maverick Hunters. X se encontraba en el área del accidente pidiendo el envío inmediato de Mechaniloids de rescate cuando, desde dentro del contenedor, comenzaron a surgir varios cuerpos de Sigma. Entre ellos apareció Lumine, el director a cargo del Elevador y del Proyecto Jakob. Lumine dijo a X que para protegerse de los daños ocasionados por el accidente, tuvieron que copiar el robusto cuerpo de Sigma. También explicó que los Reploids de nueva generación gozan de una total inmunidad a todos los virus, e incluso copiar algo tan peligroso como Sigma no representa ningún riesgo.
Más tarde, X junto con Zero y Axl fueron a investigar a un Mechaniloid Maverick gigante con forma de cangrejo que apareció en un bosque en las islas Galápagos. Después de destruir al Maverick, se encuentran con Vile, quien ha sido resucitado. Vile tiene como rehén a Lumine y ahora posee total control del Elevador Orbital.
Esta vez, X parece tener una mayor determinación al combatir, aunque a veces contempla la necesidad de buscar soluciones pacíficas.
Luego de enfrentar y derrotar a los ocho Mavericks en diferentes áreas, X y sus compañeros reciben una transmisión de Sigma, quien se muestra como el responsable de los recientes conflictos.
Finalmente, los Hunters entran al palacio de Sigma que se encuentra situado en la superficie lunar. Mantienen un difícil combate con Vile y luego con Sigma. Sin embargo, Sigma esta vez resultó no ser más que un títere del verdadero villano, Lumine. El cual planeaba reemplazar a todos los Reploids con "Reploids de Nueva Generación" que tienen instalado un chip de copia y, en palabras de Lumine, son capaces de "volverse Mavericks a voluntad".
Después de derrotarlo, el cuerpo de Lumine permanece inmóvil de rodillas. Axl se acerca a verlo, pero un tentáculo surge del pecho de Lumine, golpeando fuertemente a Axl, rompiendo el cristal de su frente y dejándolo fuera de combate. Zero reacciona rápidamente y corta el tentáculo con su espada, mientras X dispara con su búster destruyendo los restos de Lumine.
Luego puede verse que el impacto en la frente de Axl le dejó infectado con un virus.
La batalla con Lumine dejó a X preguntándose si realmente era el destino de la raza Reploide volverse Mavericks a final de cuentas, mientras cargaba al inconsciente Axl de regreso a la base. Sin embargo, Zero le dice que si es su destino volverse Mavericks, deberán seguir luchando, no solo contra sus enemigos, sino contra el destino propiamente dicho. Con estas palabras, X de alguna manera se siente mejor, y regresan a casa.

#### Otros Juegos en la serie X
- Mega Man X Command Mission (PlayStation 2 y GameCube, 2004)
- Mega Man X Collection (GameCube y PlayStation 2, 10 de enero de 2006 [Recopilación de juegos del X1 - X6])
- Mega Man Maverick Hunter X (PSP, 31 de enero de 2006 [Remake de Mega Man X1])
- Rockman X Dive(Dispositivos moviles)

#### Mega Man Zero
En la serie Mega Man Zero, X juega un papel más secundario, similar al de Zero en los primeros juegos en la serie Mega Man X. Él fue el responsable de terminar con las Guerras Maverick usando el programa anti-virus "Mother-Elf" para eliminar todo rastro del Virus Maverick en todos Reploids. Después de esto, el ascenso de los Ciber-Elfos y las ambiciones del científico humano Dr. Weil llevaron a otro conflicto masivo conocido como "Guerras Elfo." X y Zero trabajaron juntos para terminar con las ambiciones de Weil, pero Zero finalmente se colocó en animación suspendida por considerarse a sí mismo un peligro, dejando a X solo peleando. Transcurrió un siglo, y en algún momento de este periodo, X usó su cuerpo para sellar a la Elfa Oscura (llamada así luego de que Weil la modificó para usarla para sus diabólicos fines). Su conciencia aún continuaba existiendo separada de su cuerpo en la forma de un Ciber-Elfo.
En el curso de los juegos X, aunque su cuerpo no está disponible para ayudar a Zero, aún posee increíbles poderes y puede ayudar a Zero dándole información. Los poderes de X como Ciber-elfo se revelan en un par de ocasiones, tales como en Mega Man Zero 3 cuando Dr. Weil usa el poder de la Elfa Oscura para tomar el control de todos los Reploides en la Tierra: X usó sus poderes para proteger a todos en la Base de la Resistencia de su influencia (aparentemente, X y Zero no fueron afectados por Omega o la Elfa Oscura, ya que no son Reploides, sino androides originales). Se dice, sin embargo, que la única razón por la que seguía con vida como Ciber-elfo fuera de su cuerpo era porque su cuerpo aún seguía intacto. Elpizo después destruyó su cuerpo y X dice que ahora le queda poco tiempo. Las últimas líneas de X en este juego parecen indicar que "expiró" después de esto. Sin embargo, su legado sigue como Biometal X en la saga ZX y ZXA, aclarando que no es el alma del X original, solo que el Biometal X posee la personalidad y potencialidades del "héroe legendario", por lo que se confirma que tanto X, Zero como los 4 Guardianes de Neo Arcadia murieron de manera definitiva y no regresarán, manteniéndose en el recuerdo con sus respectivos Biometales: X, Z, H, F, L y P... El Biometal especial Ox no se considera canónico puesto que no aparece en Mega Man ZXA, además de ser un Biometal especial que aparece como un "Bonus".

#### Mega Man ZXyZX Advent
En ZX, Vent y Aile usan un fragmento del Biometal Model X, una substancia basada en la conciencia y poderes de X, para convertirse en Mega Man Modelo X. Modelo X es el primer Biometal que los protagonistas encuentran y siempre los motiva a pelear por la justicia y les asegura que están haciendo lo correcto. Posiblemente a causa de sus orígenes, los otros Biometales parecen conocerlo y mostrarle lealtad. Más adelante, X es utilizado como catalizador para combinarse con los otros Biometales, dando origen a los Modelos ZX, Hx, Fx, Px , Lx y Ox. En ZX Advent, el Biometal X regresa de nuevo, con Vent y Aile uniendo fuerzas con Grey y Ashe que son poseedores de un nuevo modelo llamado Modelo A (más conocido como modelo Axl o modelo Albert, en esta versión revelado por el mismo Master Albert), que hace copia de cualquier Biometal conocido y se transforma en él, los nuevos protagonistas para destruir el Modelo W y a Ouroboros.

## Armas y habilidades
- Hadouken

Una onda de choque, conseguida en "Mega Man X". Mata al primer impacto, pero necesita la energía vital completa. Basada en la habilidad del personaje Ryu aparecido en Street Fighter.
- Shoryuuken

Es un puño encendido dirigido hacia arriba para los enemigos que están encima de X, conseguida en "Mega Man X2" y vuelve a aparecer en "Mega Man X8". Mata al primer impacto. Igual que el Hadouken, está basada en una habilidad de Ryu y Ken de Street Fighters.
- Nova Strike

Un ataque demasiado potente de X capaz de disminuir una gran cantidad de salud a muchos enemigos, se obtiene al conseguir la Ultimate Armor, además en Mega Man X4 se puede usar con la Four Armor.
- X-Buster

El arma principal de X es el X-Buster, descrito como el Mega Buster Mark 17 en el primer juego. El X-Buster enfoca energía del reactor de fusión de X concentrándolo en una ráfaga de plasma que causa serios daños con el impacto. Igual que el Mega Buster del Mega Man original, el X-Buster puede ser recargado a un segundo o tercer nivel para lanzar disparos más potentes, excepto en Mega Man X3 que tiene un cuarto nivel el cual si el jugador lo decide puede mesclarlo con el disparo posterior para formar un ataque más potente.
- Sistema de copia de armas

Igual que Mega Man, X tiene la habilidad de adaptar los sistemas de armas de Reploides poderosos a los que haya vencido en armas poderosas para utilizarlas. Estas armas vienen en muchos tipos, y a menudo proveen a X de movilidad adicional. Por supuesto, el sistema "piedra papel y tijeras" de la saga original también se aplica, ya que cada jefe es débil a algún arma en particular.
- Super fuerza

X posee fuerza muy por encima de la capacidad humana. Puede levantar varios miles de libras, aunque no se especifica con exactitud el máximo.
- Escalar paredes

X tiene la habilidad de sujetarse de superficies verticales. Estando en una pared, X normalmente se desliza hacia abajo lentamente, pero puede saltar sobre la superficie para ganar altura, y rebotar de nuevo para escalar. En el manga a esta técnica le llama "Salto Triangular".
- Aceleración de emergencia (Dash o Modo carrera)

Esta habilidad es similar a la maniobra de Mega Man para barrerse, solo que, a diferencia de esta última, X puede usar la aceleración como impulso para saltar más lejos (lo que se le llama "jump - dash" o "salto impulsado por dash") así como también ejecutarlo desde paredes donde se esté sujetando. X obtuvo esta habilidad de la obligatoria primera cápsula de la serie X, en el X1. Aparentemente ha incorporado esta mejora en sus sistemas. Algunas armaduras le permiten a X usar dash aéreo, que usualmente se usa para resolver acertijos y alcanzar áreas inaccesibles de otro modo, pero aún puede usarse como maniobra evasiva. En Mega Man X3, X tiene la opción de elegir cuatro chips especiales con mejoras, uno de los cuales mejora su dash, dándole la habilidad de usar dash dos veces en un salto. En Mega Man X7 y X8, X puede usar dash aéreo desde el inicio, indicando que ya ha incorporado esta mejora en sus sistemas también.
- Sistema de armaduras

En cada juego, X puede encontrar cápsulas alrededor de todo el mundo que dejó el Dr. Light antes de morir. Cada una de ellas contiene una parte para la cabeza, brazos, cuerpo, y piernas (en el caso de la Utimate armor, esta armadura viene en una sola pieza). Un holograma del Dr. Light aparece y le explica a X las características de la parte antes de otorgársela.
Hasta Mega Man X5, cada una de estas partes eran para una sola armadura en específico; ya que el Dr. Light puso como medio o sistema de seguridad, impidiendo hacer uso de la parte encontrada sin tener las 3 piezas restantes del cuerpo, en X5, X6 y X8(este último es una sola armadura que puede tener, distintas habilidades diferenciadas por un color distinto, 3 en total, que al juntar las partes del mismo color a este le otorga habilidades adicionales, como un cañón más potente o un dash más rápido). Sin embargo, hay diferentes armaduras individuales, cada una con diferentes habilidades, y por ende algunas son mejores que otras para ciertas situaciones.
- Armaduras
- X1: First Armor (También conocida como "Armor of Light")
- X2: Second Armor
- X3: Third Armor o Max Armor (Golden Armor o Hyper Armor al utilizar los chips de mejora)
- X4: Fourth Armor y Ultimate Armor
- X5: Fourth Armor (Copia de la Fourth Armor original), Falcon Armor, Gaea Armor y Ultimate Armor (Todas desarrolladas con la ayuda de Alia)
- X6: Falcon Armor, Blade Armor, Shadow Armor y Ultimate Armor
- X7: Glide Armor
- X8: Neutral Armor (Debido a los colores implantados en la armadura; Azul, Hermes Armor; Roja, Icarus Armor; Violeta, Ultimate Armor)
- Command Mission: Command Armor, X Fire Armor, Ultimate Armor.